# Cantonul Beaune-Nord
Cantonul Beaune-Nord este un canton din arondismentul Beaune, departamentul Côte-d'Or, regiunea Burgundia, Franța.

## Comune
| Comune              | Populație (1999) | Cod poștal | Cod INSEE |
| ------------------- | ---------------- | ---------- | --------- |
| Aloxe-Corton        | 188              | 21420      | 21010     |
| Auxey-Duresses      | 337              | 21190      | 21037     |
| Beaune (1)          | 10 244           | 21200      | 21054     |
| Bouilland           | 189              | 21420      | 21092     |
| Bouze-lès-Beaune    | 326              | 21200      | 21099     |
| Échevronne          | 271              | 21420      | 21241     |
| Mavilly-Mandelot    | 151              | 21190      | 21397     |
| Meloisey            | 286              | 21190      | 21401     |
| Meursault           | 1 567            | 21190      | 21412     |
| Monthelie           | 176              | 21190      | 21428     |
| Nantoux             | 186              | 21190      | 21450     |
| Pernand-Vergelesses | 283              | 21420      | 21480     |
| Pommard             | 552              | 21630      | 21492     |
| Savigny-lès-Beaune  | 1 376            | 21420      | 21590     |
| Volnay              | 287              | 21190      | 21712     |